# Mikołajew (Zgierz)
Pour les articles homonymes, voir Mikołajew.
Mikołajew est une localité polonaise de la gmina de Parzęczew, située dans le powiat de Zgierz en voïvodie de Łódź.